# (5480) 1989 YK8
(5480) 1989 YK8 es un asteroide perteneciente al cinturón de asteroides, descubierto el 23 de diciembre de 1989 por Seiji Ueda y el astrónomo Hiroshi Kaneda desde el Kushiro Marsh Observatory, Hokkaido, Japón.

## Designación y nombre
Designado provisionalmente como 1989 YK8.

## Características orbitales
1989 YK8 está situado a una distancia media del Sol de 3,132 ua, pudiendo alejarse hasta 3,431 ua y acercarse hasta 2,832 ua. Su excentricidad es 0,095 y la inclinación orbital 6,667 grados. Emplea 2024,75 días en completar una órbita alrededor del Sol.

## Características físicas
La magnitud absoluta de 1989 YK8 es 11,3. Tiene 15,104 km de diámetro y su albedo se estima en 0,213. 